# Anton Tremmel
Anton Tremmel, född 26 november 1994, är en tysk alpin skidåkare som debuterade i världscupen den 4 januari 2018 i Zagreb i Kroatien. Han ingick i det tyska lag som blev trea i lagtävlingen i världscupen den 15 mars 2018 i Soldeu i Andorra.